# Staithes
Staithes – wieś w Anglii, w hrabstwie North Yorkshire, w dystrykcie (unitary authority) North Yorkshire. Leży nad Morzem Północnym, na terenie parku narodowego North York Moors, 69 km na północ od miasta York i 342 km na północ od Londynu.